# Kaple v Maroltově
Obecní kaple stojí na návsi v Maroltově v okrese Karlovy Vary. Barokní drobná sakrální stavba je kulturní památka České republiky.

## Historie
Kaple podle datace v průčelním štítu byla postavena v roce 1823 uprostřed vsi Maroltov. Kaple náležela pod farní kostel svatého archanděla Michala a Panny Marie Věrné v Ostrově. Po druhé světové válce kaple chátrala, vnitřní zařízení bylo rozkradeno nebo zničeno.
V roce 2010 obec pátrala po majiteli kaple, protože se majitele památky nepodařilo najít, město Ostrov kapličku nakonec převzalo. V roce 2015 byla rekonstruována s využitím dotace z Regionálního operačního programu NUTS II Severozápad. Projekt rekonstrukce vypracovala firma BPO s.r.o. a vlastní práce provedla firma Terrigena Art, s.r.o. Celkové náklady na opravu činily 708 500 Kč.

## Popis
Kaple je orientovaná omítaná zděná samostatně stojící stavba na půdoryse obdélníku s trojbokým kněžištěm. Valbová střecha je krytá eternitovými šablonami. Na hřebeni střechy je dřevěný šestiboký sanktusník ukončený barokní jehlanovou střechou s pozlacenou makovicí a křížkem. Zdivo kaple tvoří lomový kámen a pálená cihla. Hladké nečleněné průčelí s průběžnou profilovanou korunní římsou je prolomeno obdélným vchodem s půlkruhovým nadsvětlíkem. Průčelí je ukončeno barokním prolamovaným trojúhelníkovým štítem.
Kaple má plochý omítaný fabionový strop. V kněžišti je zděný jednoduchý oltářní pult. Podlahu tvoří kamenná dlažba.
Původní zvon byl pravděpodobně během první nebo druhé světové války rekvírován. Nový zvon byl přemístěn z kaple ze zaniklé osady Plavno.